# Kylo Ren
Kylo Ren (eller Ben Solo) er en fiktiv karakter i Star Wars-universet. Han blev introduceret i Star Wars: The Force Awakens som den eneste søn af Han Solo og Leia Organa. Han blev trænet som en jedi af onklen Luke Skywalker før han senere blev fristet og korrumperet af den mørke siden af Kraften af Supreme Leader Snoke. Den mørke side fører til at han dræber alle Skywalkers andre lærlinge og bliver besat af sith herren Darth Vader og bliver medlem af Knight of Ren under navnet Kylo Ren.
Ren spilles af den amerikanske skuespiller Adam Driver.